# 华家镇
华家镇，是中华人民共和国吉林省长春市农安县下辖的一个乡镇级行政单位。

## 行政区划
华家镇下辖以下地区：
华家站村、亮衣门村、迟家村、毕家店村、华家桥村、叶小铺村、华半坡村、新河村、双河川村、站北村、边岗村、赵家店村、沈家村、战家村、团山村、金山村、望龙村和松柏村。